# Esther Saville Allen
Esther Saville Allen (firmó algunos escritos bajo los seudónimos Winnie Woodbine, Etta Saville y Mrs. S. R. Allen; Honeoye, Estados Unidos, 11 de diciembre de 1837-Little Rock, Estados Unidos, 17 de julio de 1913) fue una escritora y poetisa estadounidense. Se la considera una de las autoras más prolíficas de Arkansas.

## Biografía
Sus padres, Joseph y Esther Redfern Saville, eran nativos ingleses. Su padre tenía un gusto literario refinado y era un hombre culto que colaboraba con periódicos ingleses de la época. Esther mostró ya desde joven pasión por las letras, motivada, en parte, por los consejos que recibía de él.
Publicó su primer poema con 10 años y siguió escribiendo y publicando bajo el seudónimo de «Winnie Woodbine». Ejerció también de profesora en varias escuelas de Nueva York y colaboró con varios periódicos, en los que firmaba como Etta Saville.
Se trasladó a Illinois en 1857 y allí contrajo matrimonio con el abogado Samuel R. Allen. Desde entonces, firmó sus trabajos como Mrs. S. R. Allen.
Fue una de las autoras más prolíficas del estado en la época. Se mantuvo siempre comprometida con la caridad, y sus escritos ayudaron a su fomento en la zona.
Falleció en 1913, a los 75 años de edad. Sus restos descansan en el cementerio de Little Rock, Arkansas.

## Atribución
- Este artículo contiene texto traducido desde una publicación que se encuentra ahora en dominio público: Willard, Frances Elizabeth; Livermore, Mary Ashton Rice (1897). American Women: Fifteen Hundred Biographies with Over 1,400 Portraits : a Comprehensive Encyclopedia of the Lives and Achievements of American Women During the Nineteenth Century. Mast, Crowell & Kirkpatrick.

- Datos: Q30812684
- Multimedia: Esther Saville Allen / Q30812684